# 232년

## 연호
- 위(魏) 태화(太和) 6년
- 촉(蜀) 건흥(建興) 10년
- 오(吳) 가화(嘉禾) 원년

## 기년
- 위(魏) 명제(明帝) 6년
- 촉(蜀) 후주(後主) 10년
- 오(吳) 대제(大帝) 11년
- 신라(新羅) 조분 이사금(助賁泥師今) 3년
- 고구려(高句麗) 동천왕(東川王) 6년
- 백제(百濟) 구수왕(仇首王) 19년

## 사건
- 음력 4월, 왜가 신라의 수도 금성을 포위하니, 조분 이사금이 친정하여 적을 격퇴하고 1천여를 죽이거나 사로잡았다.

## 참고 문헌
- 김부식 (1145). 〈권02 조분 이사금 條〉. 《삼국사기》.